# St. Helen (Michigan)
St. Helen é uma Região censo-designada localizada no estado americano de Michigan, no Condado de Roscommon.

## Demografia
Segundo o censo americano de 2000, a sua população era de 2993 habitantes.

## Geografia
De acordo com o United States Census Bureau tem uma área de
15,4 km², dos quais 13,1 km² cobertos por terra e 2,3 km² cobertos por água.

## Localidades na vizinhança
O diagrama seguinte representa as localidades num raio de 36 km ao redor de St. Helen.